# Cubilia albosetosa
Cubilia albosetosa är en skalbaggsart som beskrevs av Stefan von Breuning 1976. Cubilia albosetosa ingår i släktet Cubilia och familjen långhorningar. Inga underarter finns listade i Catalogue of Life.